# Třetí vláda Antonína Švehly
Třetí vláda Antonína Švehly existovala od 12. října 1926 až do 1. února 1929. Jednalo se v pořadí o 9. československou vládu období první republiky. Získala si proslulost jako vláda tzv. panské koalice – jediná vláda za 20 let existence československého státu, která byla tvořena koalicí ideově blízkých stran (v tomto případě pravicových). Také to byla první vláda v dějinách Československa, v níž zasedli němečtí ministři.

## Panská koalice
Koalice se začala tvořit v souvislosti se sporem kolem obilných cel prosazovaných Republikánskou stranou zemědělského a malorolnického lidu. V Poslanecké sněmovně se vytvořil blok, který na konci roku 1926 vytvořil vládu.
Členskými stranami panské koalice byli lidovci: Československá strana lidová (ČSL), Německá křesťansko-sociální strana lidová (DCV) a krátce i Hlinkova slovenská ľudová strana (HSĽS), agrárníci: Republikánská strana zemědělského a malorolnického lidu (RSZML) a Německý svaz zemědělců (BdL), dále živnostenská strana (Ž) a národní demokraté (ČsND).
15. ledna 1927 vstoupila do vlády i Hlinkova slovenská ľudová strana. Šlo o součást politického posunu, kdy se strana dočasně stala součástí vládního tábora a prosazovala slovenskou autonomii.
Ministr pro správu Slovenska Jozef Kállay působil v této funkci, dokud nebyla jeho působnost vládním nařízením z 28. června 1928 přenesena na krajinský úřad v Bratislavě.

## Nemoc Antonína Švehly
Soudržnost koalice oslabila neúčast nemocného Antonína Švehly a nespokojenost některých koaličních stran se zastupujícím předsedou vlády (předseda lidovců Jan Šrámek). Ten od konce roku 1927 zastupoval Švehlu v čele vlády. V souvislosti s těžkým srdečním záchvatem, který Švehlu v březnu 1928 definitivně vyřadil z politického života, vyvstala v předsednictvu agrární strany otázka, kdo by měl být jeho nástupcem v čele vlády. Protože však jeho zdravotní stav nedovoloval tuto otázku s ním projednat a v agrární straně stále ještě platila zásada, že o tak zásadních věcech se nesmí bez Švehly rozhodovat, ponechalo se vše při starém a ministerskou radu vedl nadále jeho náměstek Šrámek.
Teprve v únoru 1929 musel Švehla předat funkce ministerského předsedy i předsedy agrární strany do rukou Františka Udržala. První vláda Františka Udržala následně působila jako pokračující panská koalice s novým premiérem.

## Poměr sil ve vládě

### Seznam koaličních stran
| Název  | Název                                                          | Předseda           | Mandátů |
| ------ | -------------------------------------------------------------- | ------------------ | ------- |
|        | Republikánská strana zemědělského a malorolnického lidu        | Antonín Švehla     | 46/300  |
|        | Československá strana lidová                                   | Jan Šrámek         | 31/300  |
|        | Německý svaz zemědělců a Německá živnostenská strana           | Franz Spina        | 24/300  |
|        | Hlinkova slovenská ľudová strana                               | Andrej Hlinka      | 23/300  |
|        | Německá křesťansko sociální strana lidová                      | Friedrich Stolberg | 17/300  |
|        | Československá národní demokracie                              | Karel Kramář       | 13/300  |
|        | Československá živnostensko-obchodnická strana středostavovská | Rudolf Mlčoch      | 13/300  |
| Celkem | Celkem                                                         | Celkem             | 167/300 |

### Počet ministrů

#### říjen 1926 - leden 1927
| - RSZML     | 4 |
| - ČSL       | 2 |
| - BdL       | 1 |
| - DCV       | 1 |
| - ČŽOSS     | 1 |
| - ČsND      | 1 |
| - ČSNS      | 1 |
| - nezávislí | 3 |

#### leden 1927 - únor 1929
| - RSZML     | 5 |
| - ČSL       | 2 |
| - HSĽS      | 2 |
| - BdL       | 1 |
| - DCV       | 1 |
| - ČŽOSS     | 1 |
| - ČsND      | 1 |
| - ČSNS      | 1 |
| - nezávislí | 2 |

## Složení vlády
| Strana                                            | Strana                                                                                 | Portfej                                           | Ministr             | Období    |
| ------------------------------------------------- | -------------------------------------------------------------------------------------- | ------------------------------------------------- | ------------------- | --------- |
|                                                   | Republikánská strana zemědělského a malorolnického lidu                                | Ministerský předseda                              | Antonín Švehla      | 1926–1929 |
| Ministr národní obrany                            | Republikánská strana zemědělského a malorolnického lidu                                | František Udržal                                  | 1926–1929           |           |
| Ministr školství a národní osvěty                 | Republikánská strana zemědělského a malorolnického lidu                                | Milan Hodža                                       | 1926–1929           |           |
| Ministr unifikací                                 | Republikánská strana zemědělského a malorolnického lidu                                | Milan Hodža (správce)                             | 1926–1927           |           |
| Ministr zemědělství                               | Republikánská strana zemědělského a malorolnického lidu                                | Otakar Srdínko                                    | 1926–1929           |           |
|                                                   | Nestraničtí ministři (od 1927 Republikánská strana zemědělského a malorolnického lidu) | Ministr pro správu Slovenska                      | Jozef Kállay        | 1926–1928 |
|                                                   | Československá strana lidová                                                           | Ministr sociální péče                             | Jan Šrámek          | 1926–1929 |
| Ministr veřejného zdravotnictví a tělesné výchovy | Československá strana lidová                                                           | Jan Šrámek (správce)                              | 1926–1927           |           |
| Ministr pošt a telegrafů                          | Československá strana lidová                                                           | František Nosek                                   | 1926–1929           |           |
|                                                   | Německý svaz zemědělců a venkovských živností                                          | Ministr veřejných prací                           | Franz Spina         | 1926–1929 |
|                                                   | Hlinkova slovenská ľudová strana                                                       | Ministr veřejného zdravotnictví a tělesné výchovy | Jozef Tiso          | 1927–1929 |
| Ministr unifikací                                 | Hlinkova slovenská ľudová strana                                                       | Marko Gažík                                       | 1927–1929           |           |
|                                                   | Německá křesťansko-sociální strana lidová                                              | Ministr spravedlnosti                             | Robert Mayr-Harting | 1926–1929 |
|                                                   | Československá živnostensko-obchodnická strana středostavovská                         | Ministr železnic                                  | Josef V. Najman     | 1926–1929 |
|                                                   | Československá národní demokracie                                                      | Ministr průmyslu, obchodu a živností              | František Peroutka  | 1926–1928 |
| Ladislav Novák                                    | Československá národní demokracie                                                      | Ministr průmyslu, obchodu a živností              | 1928–1929           |           |
|                                                   | Československá strana národně socialistická                                            | Ministr zahraničních věcí                         | Edvard Beneš        | 1926–1929 |
|                                                   | Nestraničtí ministři                                                                   | Ministr vnitra                                    | Jan Černý           | 1926–1929 |
| Ministr pro zásobování lidu                       | Nestraničtí ministři                                                                   | Jan Černý (správce)                               | 1926–1929           |           |
| Ministr financí                                   | Nestraničtí ministři                                                                   | Karel Engliš                                      | 1926–1928           |           |
| Ministr financí                                   | Nestraničtí ministři                                                                   | Bohumil Vlasák (správce)                          | 1928–1929           |           |

### Změny ve vládě
- 15. ledna 1927 vystřídal Josef Tiso dosavadního správce úřadu ministra veřejného zdraví a tělesné výchovy Jana Šrámka.
- 15. ledna 1927 vystřídal Marko Gažík dosavadního správce úřadu ministra unifikací Milana Hodžu.
- 28. dubna 1928 vystřídal Františka Peroutku v úřadu ministra průmyslu, obchodu a živností Ladislav Novák.
- 25. listopadu 1928 vystřídal Karla Engliše v úřadu ministra financí Bohumil Vlasák jako správce.
- Vládním nařízením z 28. června 1928 byla působnost ministra pro správu Slovenska přenesena na krajinský úřad v Bratislavě